# کشیش پرنده
کشیش پرنده (انگلیسی: Flying Padre) یک فیلم کوتاه سیاه و سفید مستند به کارگردانی استنلی کوبریک محصول سال ۱۹۵۱ است. این دومین فیلمی کارگردانی شده توسط کوبریک پس از روز نبرد است. مدت زمان این فیلم نه دقیقه است.

## موضوع
موضوع مستند کشیش پرنده دربارهٔ کشیشی کاتولیک در منطقهٔ روستایی نیو مکزیکو به نام کشیش فرد اشتادمویلر (Reverend Fred Stadtmueller) است. او که در میان پیروان خود با لقب «کشیش پرنده» شناخته می‌شود، در محدوده‌ای بسیار وسیع به وسعت ۴ هزار مایل مربع خدمت می‌کند و برای رفت‌وآمد میان آبادی‌های دورافتاده، از هواپیمای کوچکی از نوع پایپر کاب با نام روح سنت جوزف استفاده می‌کند.
این فیلم دو روز از زندگی روزمرهٔ این کشیش را نشان می‌دهد؛ از جمله راهنمایی معنوی پیروان، برگزاری مراسم تشییع جنازه و صحنه‌هایی از زندگی خصوصی‌اش مانند صبحانه خوردن در خانهٔ کشیش. برنامهٔ روزانهٔ او شامل برگزاری مراسم خاکسپاری برای یک کارگر مزرعه و مشاوره به دو نوجوان عضو کلیساست که با یکدیگر دعوا کرده‌اند. در نقطهٔ اوج فیلم، «کشیش پرنده» به‌طور ناگهانی نقش آمبولانس هوایی را ایفا می‌کند و کودک بیماری را همراه با مادرش به بیمارستان می‌رساند.

## بازیگران
باب هایت در نقش خودش – راوی (صدا)
کشیش فرد اشتادمویلر در نقش خودش
پدرو در نقش خودش

## تولید
پس از آن‌که استنلی کوبریک فیلم کوتاه و مستقل اول خود یعنی Day of the Fight را در سال ۱۹۵۱ به کمپانی RKO به قیمت ۴ هزار دلار فروخت (و ۱۰۰ دلار سود کرد)، این کمپانی مبلغی در اختیار کوبریک ۲۳ ساله قرار داد تا پروژهٔ بعدی‌اش را برای مجموعهٔ مستندهای کوتاه Pathe Screenliner، که ویژهٔ داستان‌های انسانی و مستندهای کوتاه بود، بسازد. کوبریک در ابتدا قصد داشت نام فیلم را Sky Pilot (خلبان آسمان) بگذارد، اما کمپانی این عنوان را نپذیرفت. 
Flying Padre با صدای باب هایت، گویندهٔ شبکهٔ CBS، روایت می‌شود. 

## بازخورد
استنلی کوبریک در گفت‌وگویی در سال ۱۹۶۹ از کشیش پرنده  با عنوان «چیز احمقانه‌ای» یاد کرد. با این حال، کشیش پرنده نقطهٔ عطف مهمی در آغاز کار فیلم‌سازی او به‌شمار می‌آید. کوبریک در مصاحبه‌ای گفته بود: «در همین مقطع بود که رسماً کارم را در مجلهٔ Look رها کردم تا تمام وقت به فیلم‌سازی بپردازم.»